# Palača El Bahia
Palača El Bahia (arabsko قصر الباهية) je palača iz sredine do konca 19. stoletja v Marakešu v Maroku. Palačo je prvi začel graditi Si Musa, veliki vezir pod alavijskim sultanom Mohamedom ibn Abd al-Rahmanom, v 1860-ih. Razširil jo je njegov sin Si Ba Ahmed ibn Musa, veliki vezir sultana Mulaja Abdelaziza, med letoma 1894 in 1900. Danes je znan zgodovinski spomenik in turistična atrakcija v mestu.
V sklopu  »Medina of Marrakesh« je na seznamu Unescove svetovne dediščine.

## Zgodovina

### Prva gradnja
Si Musa je bil potomec družine temnopoltih sužnjev, ki je služila maroškemu makzenu (kraljevi vladi) in dosegla najvišje položaje v državi. Najprej je bil hadžib (podoben komorniku), nato pa veliki vezir pod Mohamedom ibn Abd al-Rahmanom, ki je vladal od 1859 do 1873. Gradnja palače je potekala v 1860-ih.
Med obstoječimi deli palače danes so Grand riad ali Veliki vrt (riad in njegovi sosednji prostori v severnem delu palače iz časa Si Muse in so posledično znani tudi kot Dar Si Mousa. Dve komori na vzhodni in zahodni strani vrta vsebujeta napis, ki datira njuno gradnjo v leta 1866–7.

### Razširitev Ba Ahmeda
Ahmad ibn Musa, znan tudi kot Ba Ahmed, je bil hadžib sultana Mulaja Hasana in je po slednji smrti leta 1894 zagotovil kronanje njegovega sina Abdelaziza na prestol, kar mu je prineslo napredovanje v velikega vezirja.  Ker je bil Abdelaziz star komaj šestnajst let, je Ba Ahmed postal dejanski vladar Maroka do svoje smrti zaradi bolezni leta 1900. Med njegovim mandatom sta ga podpirala tudi njegova dva brata, Si Sa'id in Idris (ki je umrl z njim leta 1900).
V teh letih je kot veliki vezir (1894–1900) postopoma širil očetovo palačo in ji dodajal kos za kosom, ko je bilo na voljo novo zemljišče za nakup.] Njegov brat Si Sa'id je v tem času zgradil svojo palačo severno od tod, Dar Si Said, ki danes služi kot muzej.
Ba Ahmed je bil odgovoren za gradnjo večine južnih delov palače El Bahia, ki vključujejo različna manjša dvorišča in vrtove riad. Veliko dvorišče, tlakovano z marmorjem, eden največjih prostorov v današnji palači, je datirano v leta 1896–7, v času Ba Ahmedovega mandata. Na vzhodni strani tega kompleksa palače je ustvaril ogromen zasebni park in vrt, skupaj z osrednjim vodnim bazenom. Do nje je bilo mogoče dostopati iz palače preko mostu čez sosednjo ulico. Arhitekt je bil moški po imenu Mohamed ibn Makki al-Misfivi, po rodu iz Safija, ki se je rodil leta 1857 in umrl leta 1926. Rast palače je prehitela večino prej obstoječe soseske severno od Melaha in povzročila velike spremembe v postavitvi lokalnih ulic. V rastoči palači so bili Ba Ahmedovi služabniki (vključno z lastnimi sužnji) in njegov harem (zasebna družinska rezidenca). Ime El-Bahia (arabsko الباهية), kar pomeni »Briljantna«, naj bi bilo ime njegove najljubše žene. Celotna palača je bila zgrajena na enem nivoju, verjetno zato, ker je Ba Ahmedova lastna postava (ki je bila opisana kot debela) oteževala vzpenjanje in spuščanje po stopnicah.

### 20. stoletja do danes
Po Ba Ahmedovi smrti leta 1900 je njegova palača postala kraljeva last. Le nekaj ur po njegovi smrti je sultan Abdelaziz (ki je pozneje prevzel polno oblast nad državo) domnevno ukazal izropati palačo zaradi dragocenosti. Leta 1908 je Madani el-Glaoui, brat Thamija el-Glaouija, prevzel nadzor nad palačo in jo nato uporabljal za zabavo tujih gostov. Nekaterim delom palače je prvič dodal zgornje nadstropje.
Leta 1912, po namestitvi francoskega protektorata v Maroku, je bila palača spremenjena v rezidenco francoskega generalnega rezidenta (Lyautey) v mestu. Po maroški neodvisnosti je bila palača ponovno uporabljena kot kraljeva rezidenca za kralja Mohameda V., preden je bila prenesena na maroško ministrstvo za kulturo pod kraljem Hasanom II., ki jo je spremenilo v turistično atrakcijo.
Danes je palača ena najbolj obiskanih turističnih znamenitosti v Maroku; vlada je od januarja do aprila 2019 naštela 410.141 obiskovalcev, več kot katera koli druga dediščina v državi. Palačo občasno še vedno uporablja maroški kralj za sprejemanje tujih dostojanstvenikov ali organizacijo dogodkov.
Palača je utrpela znatno škodo med potresom septembra 2023, ki je prizadel južni Maroko. Zgodnja ocena škode je med drugim poročala o delnih zrušitvah nekaterih hiš in struktur, ki mejijo na palačo ali na njenem ozemlju, poškodbah nekaterih streh, razpokah v nekaterih stenah in zrušitvi obokanega stropa v Grand Riadu. Palačo so pozneje zaprli zaradi popravil in jo oktobra 2023 ponovno odprli za obiskovalce.

## Arhitektura
Labirintna postavitev palače, ki ne razkriva jasnega enotnega načrta, je posledica dejstva, da so jo več let postopoma širili v različnih fazah. Obsega številna notranja dvorišča in vrtove riad (notranji vrtovi s simetrično štiridelno razdelitvijo), okoli katerih so razporejeni različni prostori in dvorane. Glavni kompleks palače danes obsega skoraj 2 ha.

### Vhodni prostor in Mali Riad
Na ozemlje palače se vstopi skozi podkvasto obokana vrata z glavne ulice, za katero vodi dolga vrtna pot do palače. Manjše dvorišče vodi v Mali riad (Petit Riad), kvadratni dvoriščni vrt, razdeljen s sprehajalnimi potmi vzdolž dveh osrednjih osi in obdan z bogato okrašenimi galerijami in dvoranami. Ena od dvoran je bila Ba Ahmedov divan ali dvorana sveta. Po Ba Ahmedovi smrti je Madani el-Glaoui dodal stanovanje v drugem nadstropju nad tem riadom. Vzhodno od Malega riada je majhno notranje dvorišče, znano kot Majhno dvorišče, obdano z okrašenimi sobanami.
- Vhod v palačo
- Vhodna vrata na ozemlje palače
- Vrtna pot, ki vodi od vrat do palače
- Druga vrata, vhod v palačo za današnje obiskovalce
- Manjše dvorišče za vhodom v palačo

- Mali riad
- Dvorišče Malega riada
- Galerija okoli dvorišča
- Izklesan in poslikan lesen strop v eni od sob okoli dvorišča
- Dvorana ali salon med Malim Riadom in Malim dvoriščem na vzhodu

- Malo dvorišče
- Malo dvorišče (nahaja se med Malim riadom in Velikim dvoriščem)
- Primer lambrequin lokov okoli dvorišča
- Okrašen strop v sobi okoli dvorišča

### Veliko dvorišče in harem
Vzhodno od Malega dvorišča je Veliko dvorišče ali Veliko dvorišče (v francoščini znano tudi kot Cour d'honneur), najimpresivnejši del palače. Ta del palače je datiran v leta 1896–7. Meri 50 × 30 metrov, tlakovan je z italijanskim carrarskim marmorjem in obdan z elegantno in barvito leseno galerijo. Te galerije omogočajo dostop do približno 80 sob, za katere se domneva, da so bile del Ba Ahmedovega harema in rezidenc njegovih priležnic.  Na vzhodnem koncu tega dvorišča je velika dvorana (znana kot Salle d'Honneur v francoščini), ki meri 20 × 8 metrov in ima visok strop z nekaterimi najboljšimi poslikanimi dekoracijami v palači. Napis datira gradnjo te dvorane v leta 1896-1897, kar je bila verjetno zadnja večja razširitev palače.
- Veliko dvorišče
- Veliko dvorišče (pogled proti vzhodu)
- Veliko dvorišče (pogled proti zahodu)
- Galerija okoli dvorišča
- Poslikan strop pod galerijo

Zahodno od Velikega dvorišča (bolj ali manj med Malim dvoriščem na jugu in Velikim Riadom na severu) je zasebno stanovanje, ki ga je zgradil Ba Ahmed leta 1898 za svojo prvo ženo Lallo Zaynab.

### Grand riad
Severno od območja Velikega dvorišča je drugo veliko dvorišče, znano kot Grand riad. Skupaj s sosednjimi prostori je najstarejši del palače in izvira iz časa Ba Ahmedovega očeta, Si Muse. Dvorišče zaseda, kot pove že ime, zelo velik vrt [[riad (arhitektura)|riad]g, ki je še vedno zasajen z drevesi iz 19. stoletja. Vrt na vzhodu in zahodu obdajata dve veliki dvorani z odlično dekoracijo in napisom, ki datira njuno gradnjo v 1866-67.
- Grand
- Dvorišče in vrt Grand riada
- Lesen strop s poslikano in izrezljano dekoracijo muqarnas na vhodu v Grand riad
- Dekorativna niša na severni strani vrta
- Vrata komor, ki mejijo na vrt

### Drugo
Vzhodneje, za glavno palačo, so ostanki vrste vrtov in parkov, ki jih je ustvaril Ba Ahmed. Med drugimi elementi so vsebovali velik vodni bazen. To območje je bil prvotno saadijski vrt, Arsat Ben Čegra, poimenovan po saadijskem vezirju. Na južni strani palače so drugi prizidki, ki vključujejo hleve in mošejo z minaretom.

## Dekoracija
Palača je najbolj znana po svoji dekoraciji. Njegove stene imajo štukature, izrezljane z arabskimi napisi, geometrijskimi vzorci, arabeskami in muqarnas. Njena tla so tlakovana z marmorjem in ploščicami zellij. Med njegovimi najbolj znanimi elementi so stropi iz cedrovega lesa, poslikani s pisanimi cvetličnimi vzorci, skupaj z izrezljanimi in poslikanimi lesenimi nadstreški na glavnih vratih.
Materiale za to dekoracijo je Ba Ahmed uvozil iz vsega Maroka, vključno z marmorjem iz Meknesa (verjetno iz nekdanjih maroških kraljevih palač), cedrovim lesom iz Srednjega Atlasa in ploščicami iz Tetouana. Za delo so bili zaposleni tudi obrtniki iz vse države.